# 廖霭庭
廖霭庭（1907年—1998年），青海西宁人，中国工商业者、政治人物，青海省政协原副主席，中华全国工商业联合会执行委员会原常务委员，第二、三、四、五、六届全国政协委员。